# Skrad
Skrad (ejtsd: Szkrád) falu és község Horvátországban, a Tengermellék-Hegyvidék megyében. Közigazgatásilag Belski Ravan, Brezje Dobransko, Bukov Vrh, Bukovac Podvrški, Buzin, Divjake, Gorani, Gorica Skradska, Gornja Dobra, Gramalj, Hlevci, Hosnik, Hribac, Mala Dobra, Malo Selce, Pečišće, Planina Skradska, Podslemeni Lazi, Podstena, Pucak, Raskrižje, Rasohe, Resnatac, Rogi, Sleme Skradsko, Trški Lazi, Tusti Vrh, Veliko Selce, Vrh Brodski, Zakrajc Brodski és Žrnovac települések tartoznak hozzá.

## Fekvése
Fiumétól 38 km-re, Delnicétől 16 km-re északkeletre a Zágráb-Fiume főút mellett 700 m magasan fennsíkon fekszik. A felette emelkedő Skradi csúcs 1044 m magas. A festői környezetben fekvő települést örökzöld és lombhullató erdők veszik körül.

## Története
Területe a sűrű erdőségek miatt sokáig lakatlan volt. Csak a 15. században említik először, amikor bírói rendelet tiltja meg a Frangepánoknak, hogy zágrábi kereskedőktől adót szedjenek ezen a területen. Mint falu a 16. század elején tűnik fel brodi nemesi birtokként. 1528 és 1585 között a terület a folytonos török betörések és fosztogatások következtében újra elnéptelenedett. Lakóit megölték vagy elhurcolták, mások elmenekültek. A 17. században a török támadások gyakoriságának megszűntével az élet is kezdett visszatérni a lerombolt falvakba. A Zrínyiek, akik rokoni kapcsolatok alapján már 1577-ben megszerezték a brodi uradalmat a Frangepánoktól új jobbágyok telepítésébe kezdtek. Az újonnan betelepítettek kaj dialektusa váltja fel a török pusztítás előtt itt elterjedt ča dialektust. A hegyvidéki kajnak nevezett sajátos itteni dialektus a mai napig is fennmaradt a környező településeken. Skrad létezéséről az első hitelt érdemlő adat 1694-ből származik. (Újabb kutatások alapján ez a név már 1641-ben is előfordul, azonban csak földrajzi értelemben, település ekkor még nem állt itt.) 1694. június 12-én nyolc jobbágy kap itt földet az uradalomtól, melynek akkor Brod na Kupi a székhelye és ők alapítják meg a mai települést.
Skrad kezdetben nagyon lassan fejlődött. Az összeírásokból tudjuk, hogy 1805-ben 13 ház állt itt 14 családdal és 114 lakossal, a brodi uradalom jobbágyaival. A település életében a Lujziána út építése hozta meg a fellendülést. Az építés 1803-ban kezdődött Fiumétól Károlyváros irányába és 1809-re már Károlyváros közelébe, egészen Netretićig jutott. Ekkor a napóleoni háborúk miatt a munkák egy időre megakadtak. Napóleon a Száva jobb partjáig terjedő horvát területeket 1809-ben Illír tartományok néven a birodalomhoz csatolta. Ebben az időben fejeződött be az út építése is, mely a franciák számára nagy katonai jelentőséggel bírt. Az út is a császár feleségének, Mária Lujza osztrák főhercegnőnek nevét kapta, és bár a francia uralom 1813-ban véget ért, az út neve máig megmaradt. A helyiek gyorsan megtanulták, miképp szerezzenek hasznot a megnövekedett forgalomból. Az utasok elszállásolására éjszakai szállások, vendégfogadók épültek. Az egyik ilyen vendéglő épülete a mai napig is áll, a Hegyvidék egyik legértékesebb barokk épületeként. Amikor a vasút is megépült 1873-ban az út forgalma újra lecsökkent, de a lakosság növekedése tovább tartott. 1876-ban megnyílt az iskola, mely 1976-tól új épületben működik. Az iskola mellett óvoda is található. A falu a trianoni békeszerződésig Modrus-Fiume vármegye Delnicei járásához tartozott.

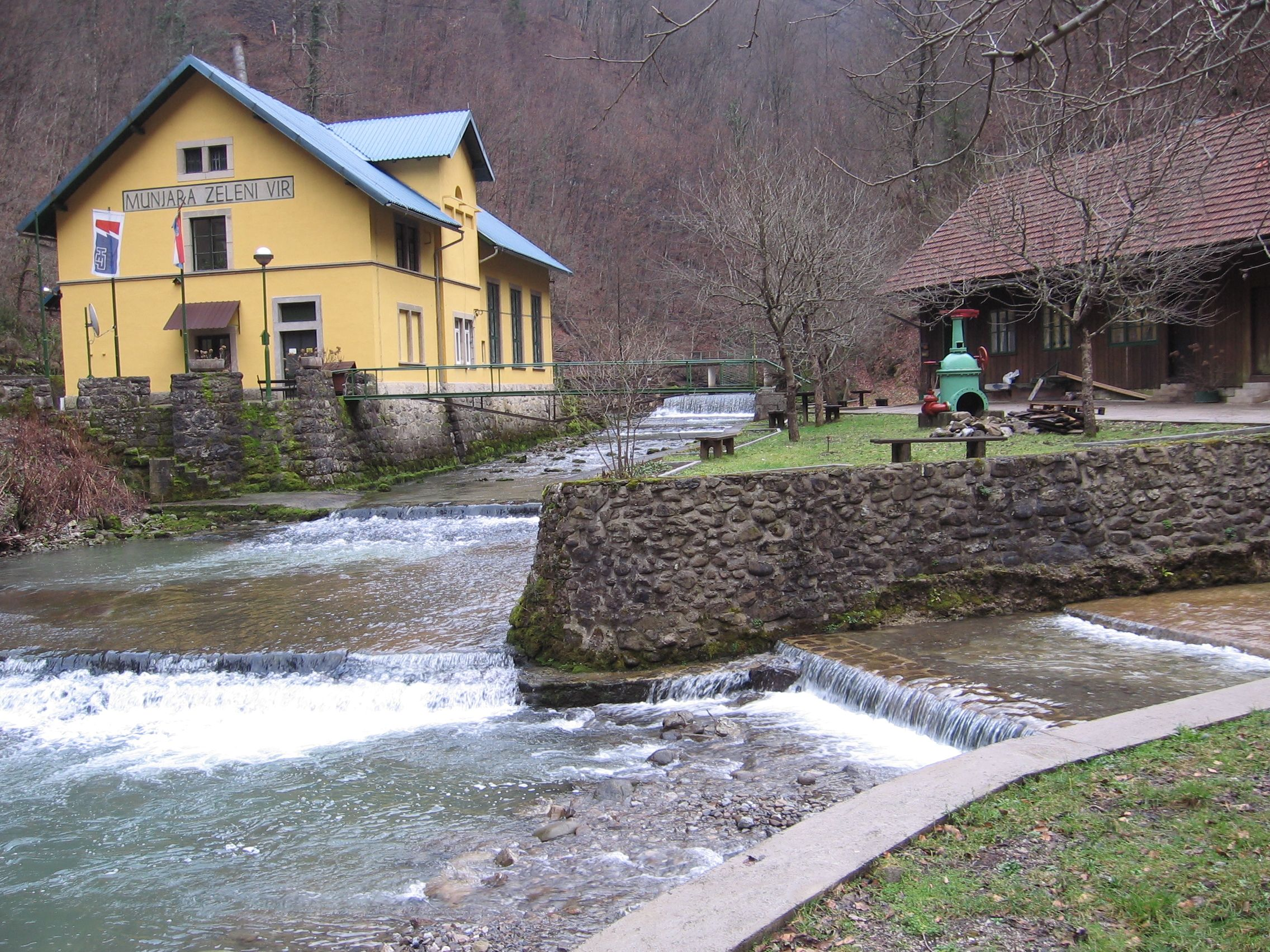
Zeleni vir

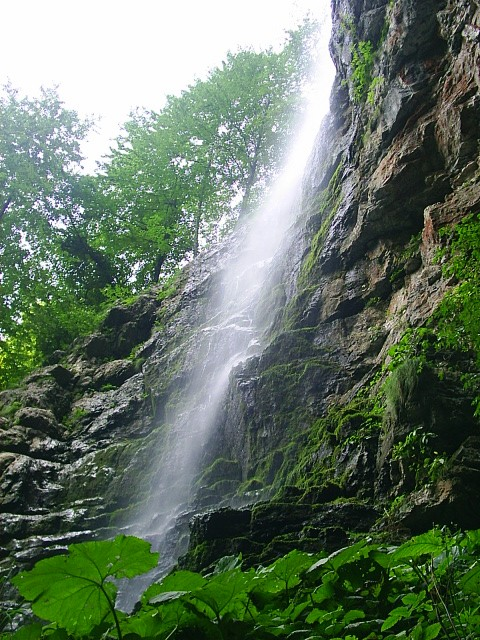
A Zeleni vir egyik vízesédse

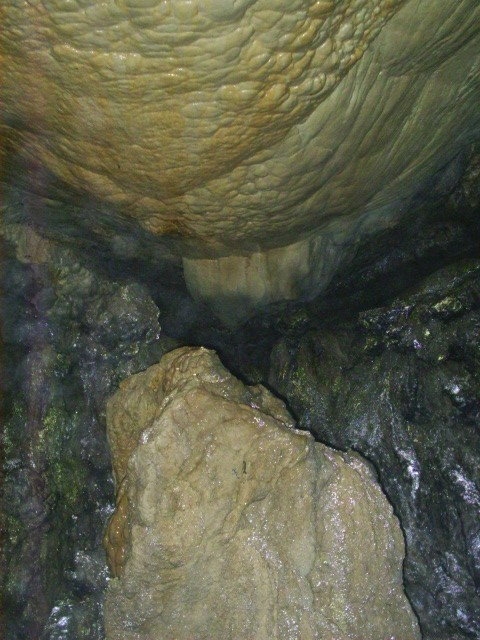
Sztalaktit és sztalagmit a Muževa hiža cseppkőbarlangban

A település fejlődésének a turistaforgalom 20. század elején történt megnövekedése adott újabb lendületet. A vonzó természeti környezet és a hegyvidéki klíma miatt a település csakhamar kedvelt kirándulóhely lett. 1914-ben megalakult a helyi turista egyesület, mely gondoskodott arról, hogy a település télen és nyáron jobban felkészüljön a pihenni, gyógyulni és levegő változásra vágyó turisták fogadására. Ebből a célból épült fel 1919-ben a Zeleni vir szálloda, majd 1921-ben a zeleni viri vízi erőmű, mely a Hegyvidéken először adott elektromos áramot. 1933-ban felépült a panzióként működő Verin bor villa, majd 1938-ban a királyi haditengerészet szanatóriuma. Ugyancsak itt kezdte meg működését a Vöröskereszt gyermektábora. Télen Skrad az ország egyik síközpontja lett. A Skradi hegy északi lejtőjén már 1935-ben megépült az első síugrósánc, majd a síelés egyre szélesebb elterjedésével már külön síugró versenyeket is rendeztek.
A gazdasági világválság idején a turistaforgalom is visszaesett, majd a második világháború miatt megszűnt. Csak az 1950-es években kezdték újra felfedezni a turisták. 1954-ben alakult meg az itteni turistaszövetség, számos nyaraló épült, ekkor épült meg a Zeleni vir szálloda és a Tranzit étterem is. A település jó megközelíthetősége ismét kedvezett a turistaforgalom fellendülésének. Megindult az autóbusz közlekedés is, parkolóhelyek, benzinkút épültek. 1965-ben a tranzit utasok számára a parkolóhoz modern étterem épült. 1993-ban megalakult Skrad község hivatala, addig a településen csak egy iroda működött. 1996-ban megalakult a helyi kulturális és művészeti egyesület a KUD Zeleni vir. Az önkéntes tűzoltó egyletet még 1932-ben alapították. 2001-ben a községnek hozzá tartozó településekkel együtt 1333 lakosa, ebből 1288 horvát volt. A település új kultúrházát 2004-ben avatták fel. 2011-ben a falunak 689, a községnek összesen 1054 lakosa volt.

## Lakosság
| Lakosság változása | Lakosság változása | Lakosság változása | Lakosság változása | Lakosság változása | Lakosság változása | Lakosság változása | Lakosság változása | Lakosság változása | Lakosság változása | Lakosság változása | Lakosság változása | Lakosság változása | Lakosság változása | Lakosság változása | Lakosság változása |
| ------------------ | ------------------ | ------------------ | ------------------ | ------------------ | ------------------ | ------------------ | ------------------ | ------------------ | ------------------ | ------------------ | ------------------ | ------------------ | ------------------ | ------------------ | ------------------ |
| 1857               | 1869               | 1880               | 1890               | 1900               | 1910               | 1921               | 1931               | 1948               | 1953               | 1961               | 1971               | 1981               | 1991               | 2001               | 2011               |
| 217                | 256                | 289                | 259                | 319                | 335                | 400                | 406                | 448                | 509                | 598                | 818                | 873                | 885                | 836                | 689                |

## Nevezetességei
- Zeleni Virnél (magyarul: zöld örvény) két vízesés zúdul 70 m magasról alá, a vízesés alatt kis tavat alkotva. A harmadik vízesés pedig egy barlangból tör elő és lépcsőzetesen esik alá.
- Az Ördögszorosban több fahídon és lépcsőkön át juthatunk a sziklák közt előtörő patak mély völgyébe.
- A szűk kanyon a Muževa hiža (Férjek háza) barlanghoz vezet, ahol egy szűk átjáró vezet a földalatti kis tóhoz. A barlangban az állatvilág ritka fajai fordulnak elő és megtalálták az ősember nyomait is.
- A környék kedvező lehetőségeket kínál a hegymászáshoz és hegyi túrákhoz, a horgászathoz és a vadászathoz is.
- A Skradi hegyen áll a Miasszonyunk kápolna, melynek búcsúja (augusztus 15.) a község hivatalos ünnepe is egyben.
- Páduai Szent Antal tiszteletére szentelt plébániatemploma 1670-ben épült, később átépítették.
- A Lončarić-ház [5] a 19. századi helyi építészet máig fennmaradt képviselője. 1821 és 1841 között építették, egykor vendégfogadó volt. Ma üzlet és kávéház működik benne.
- A település vízierőműve 1921-ben épült, egyben a Hegyvidék első ilyen ipari létesítménye.